# Беридзе, Абдул Алиевич
Абдул Алиевич Беридзе (1923 год, село Ахо, АССР Аджаристан, ССР Грузия — 1985 год, село Ахо, Кедский район, Аджарская АССР, Грузинская ССР) — звеньевой колхоза имени III Интернационала Кедского района Аджарской АССР, Грузинская ССР. Герой Социалистического Труда (1949).

## Биография
Родился в 1923 году в крестьянской семье в селе Ахо Кедского района Аджарской АССР (сегодня — Кедский муниципалитет). После окончания местной сельской школы трудился рядовым колхозником в колхозе имени III Интернационала Кедского района. В послевоенное время возглавлял виноградарское звено.
В 1948 году звено под его руководством собрало в среднем с каждого гектара по 101,1 центнера винограда на участке площадью 3 гектара. Указом Президиума Верховного Совета СССР от 9 августа 1949 года удостоен звания Героя Социалистического Труда за «получение высоких урожаев винограда в 1948 году» с вручением ордена Ленина и золотой медали «Серп и Молот» (№ 4424).
В последующие годы руководил бригадой в этом же колхозе, которая соревновалась с бригадой Ахмедом Ризмановичем Накашидзе.
После выхода на пенсию проживал в родном селе Ахо Кедского района. С 1970 года — персональный пенсионер союзного значения. Скончался в 1985 году.